# Тереховский (хутор)
Тереховский — хутор в Усть-Донецком районе Ростовской области.
Входит в состав Верхнекундрюченского сельского поселения.

## География

### Улицы
| - ул. Титова, - ул. Гагарина, - ул. Заречная, - ул. Калинина, - ул. Луговая, - ул. Мира, | - ул. Патриотов, - ул. Свободы, - ул. Сосновая - пер. Донской, - пер. Садовый. |

## Население
| 2010 |
| ---- |
| 717  |